# 장생포역
장생포역(Jangsaengpo station, 長生浦驛)은 울산광역시 남구에 있는 장생포선의 화물 철도역이었다. 울산항역에 이어 대한민국에서 2번째로 동쪽에 위치한 역이었으며, 2024년 6월 28일부로 폐역되었다. 역 구내의 완목식 신호기는 한국철도공사 선정 철도기념물로 지정되었다.
개통 당시에는 군유류 수송을 전담하기 위하여 해안에 세워져 1일 왕복 4대의 화물열차가 이 역을 통해 수입된 유류를 수송하였다. 1964년 대한석유공사(현 SK에너지) 제1공장이 가동될 당시에도 역은 공장 밖에 있었으나, 산업의 발달과 함께 공장이 확장되면서 역터가 공장 안에 편입되었다. 산업시설 내에 역이 자리잡은 비슷한 사례로 서천화력선의 동백정역이 있으나, 이는 서천화력발전소의 연료 공급을 위한 사설 철도의 역이어서 장생포역과는 성격이 다르다.

## 연혁
- 1952년 9월 25일 : 보통역으로 영업 개시[2]
- 1964년 12월 30일 : 역사 준공
- 1992년 7월 30일 : 현재 역사 준공
- 1997년 5월 1일 : 전용선 화물취급 지정[3]
- 2018년 1월 19일 : 모든 영업 종료
- 2018년 5월 18일 : 역사 및 선로 철거 완료[4]
- 2019년 5월 15일 : 화물 취급 중지[5]
- 2024년 6월 28일: 폐역[6]

## 역 주변
- SK에너지
- 효성
- SK에너지HOU/NAC
- 인성산업
- 한국석유공업
- 국제플렌트
- 대성전기산업
- 한국바스프
- 한국프랜지
- 고사동사무소
- 장생포항

## 직결 선로
- 저유선(2km)
- 저울선(500m)
- 아스팔트선(500m)
- 철도청사용선(4.6km)
- 구선(2.1km)
- 차고선(1.3km)
- 남선(3km)
- 중선(3.4km)
- 한국석유공업선(500m)